# 第2次岸田内閣 (第2次改造)
第2次岸田第2次改造内閣（だいにじ きしだ だいにじ かいぞうないかく）は、衆議院議員・自由民主党総裁の岸田文雄が第101代内閣総理大臣に任命され、2023年（令和5年）9月13日から2024年（令和6年）10月1日まで続いた日本の内閣。自由民主党と公明党を与党とする連立内閣（自公連立政権）である。

## 概説
岸田は2023年9月8日、13日に内閣改造を行う方針を複数の与党幹部に伝えた。
同年に開催された「第18回20か国・地域首脳会合（G20首脳会議）」（インド・ニューデリー）に出席した際、9月10日に現地にて内外記者会見を行った岸田から「13日に内閣改造・党役員人事を実施する」方針が表明された。
13日に改造内閣発足に際して内閣総理大臣官邸で行われた記者会見にて、岸田はこの内閣を「変化を力にする内閣」であると語った。
西村康稔経済産業大臣が兼務していた「ロシア経済分野協力担当」については、ロシア・ウクライナ戦争を受けて日本はロシアに経済制裁を課していることから、経済制裁を担当する経産相が同ポストを兼務するのは矛盾するとして、改造前より与野党双方から廃止論が浮上していたが、引き続き留任した西村が兼務することとなった。
松野博一内閣官房長官が兼務していた「ワクチン接種推進担当」については、「担当を解く」と発令され、後任が発令されなかったため、廃止された。
女性が過去最多の5人閣僚に起用された。一方で副大臣、大臣政務官は制度発足以後初めて女性の起用はなかった（発足時点。その後、文部科学大臣政務官兼復興大臣政務官を辞任した山田太郎の後任として本田顕子を起用）。戦後生まれのみで組閣された初の内閣となった。
発足から3か月後の2023年12月に後述の自民党内の派閥における資金還流問題が表面化し、同月14日に特に影響が大きい清和政策研究会（安倍派）所属の国務大臣4人、副大臣5人、政務官1人などが一斉に交代（事実上の更迭）するなど、多大な影響を受けている。

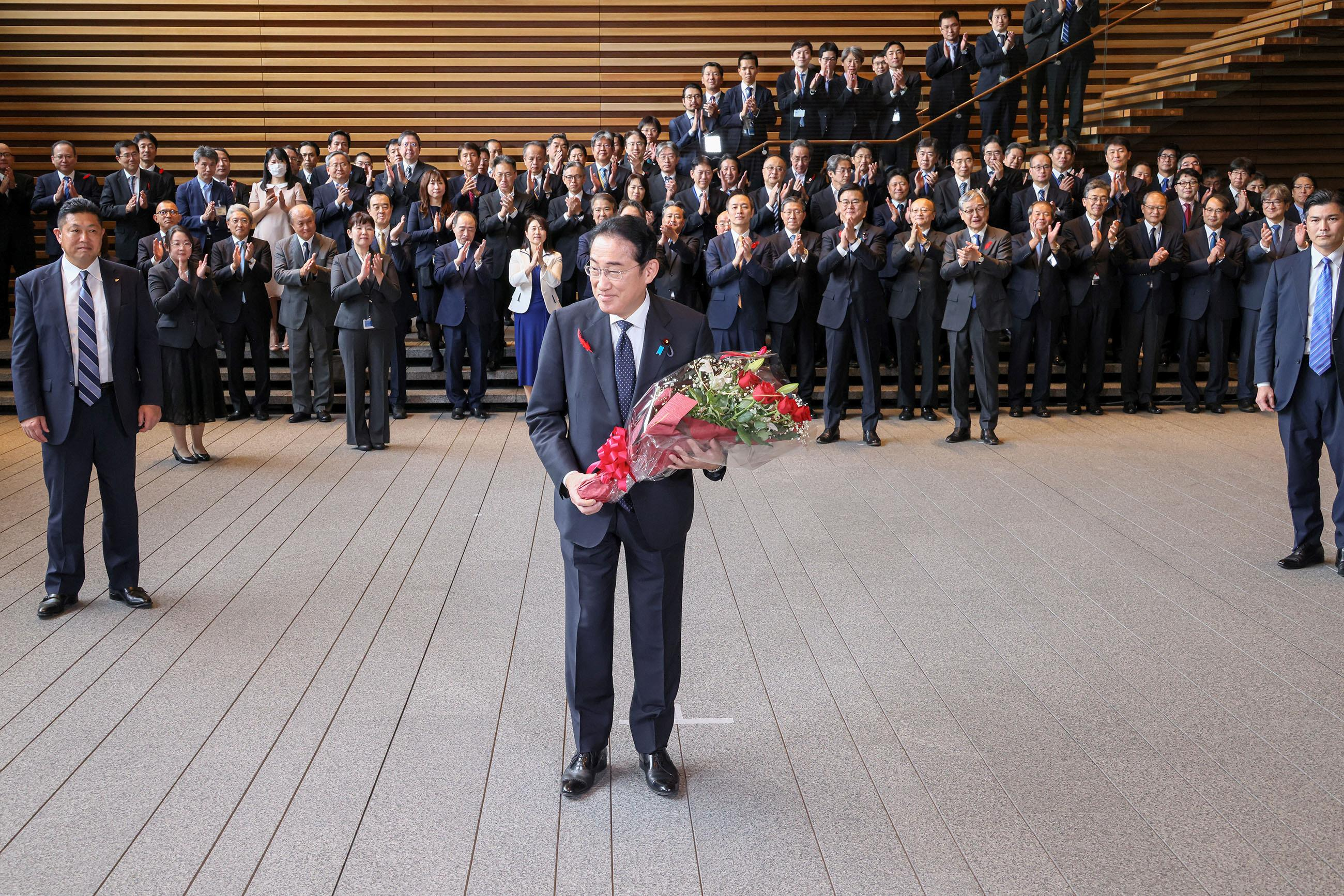
内閣総辞職に際して花束を贈呈される内閣総理大臣の岸田

2024年10月1日、内閣総辞職。これに伴い、後継内閣として、第1次石破内閣が発足した。

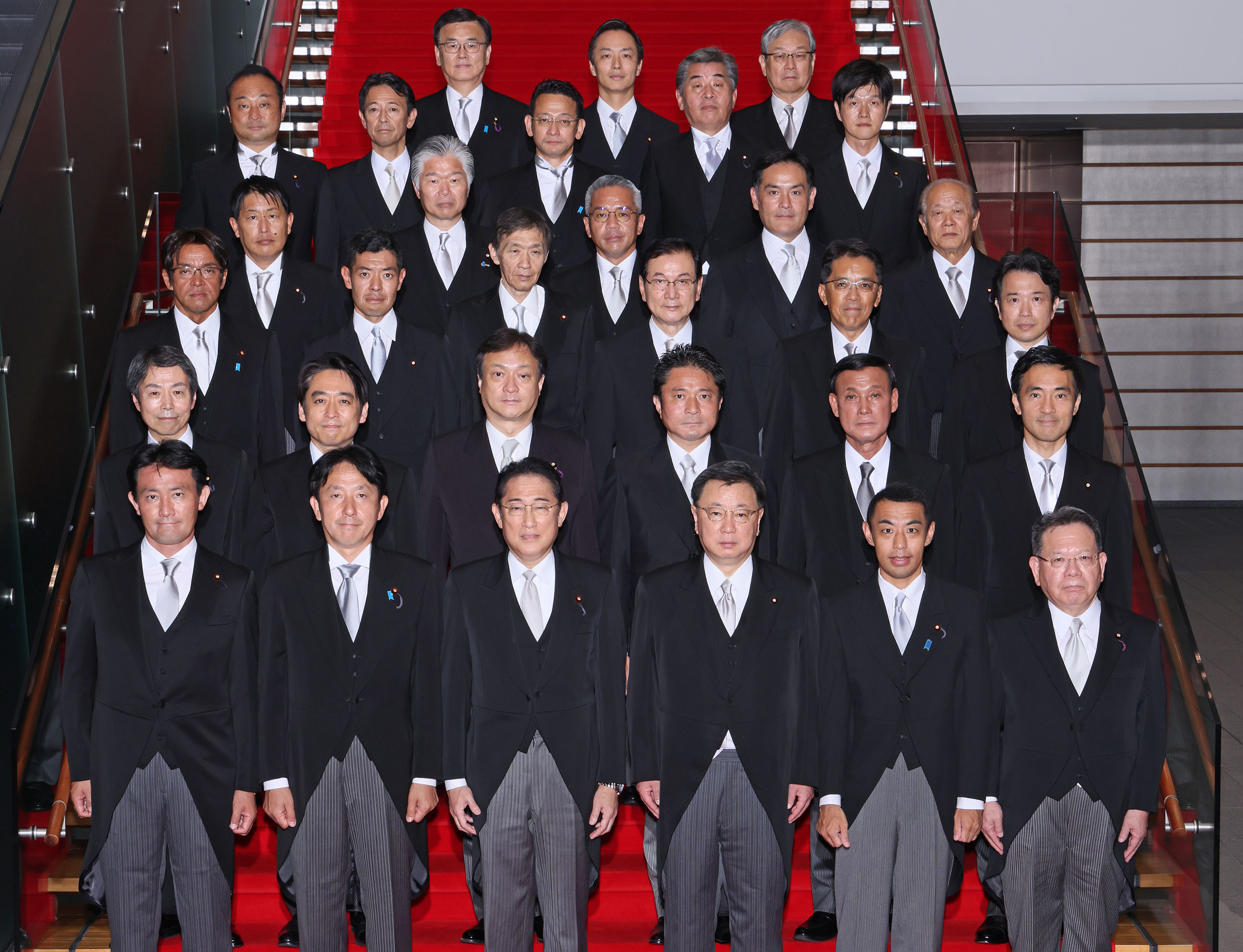
副大臣の記念撮影
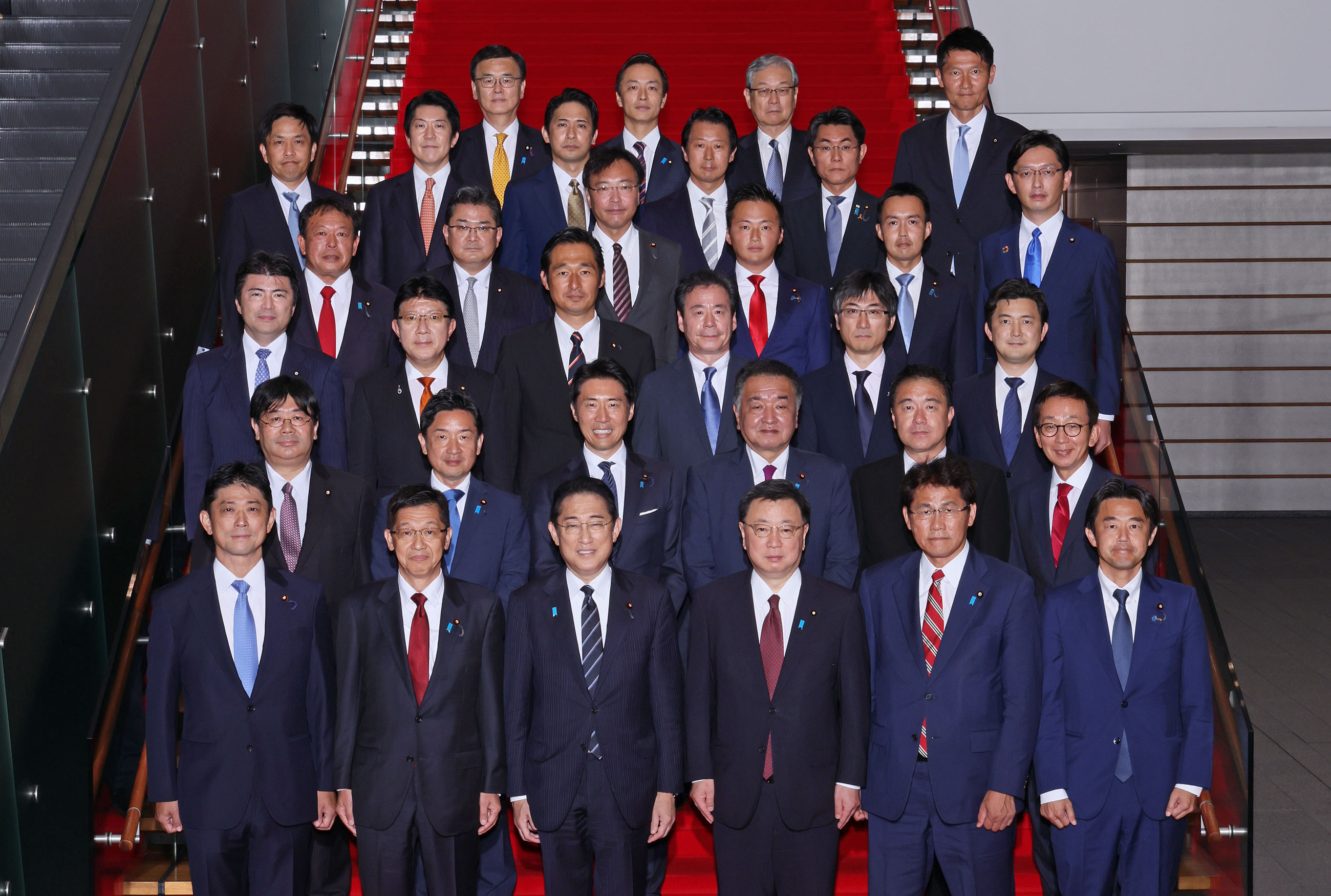
大臣政務官の記念撮影

## 内閣の顔ぶれ・人事
所属政党・出身:
  自由民主党（岸田派）   自由民主党（茂木派）   自由民主党（麻生派）   自由民主党（安倍派）   自由民主党（二階派）
  自由民主党（森山派）   自由民主党（谷垣G）   自由民主党（石破G）   自由民主党（無派閥）   公明党   中央省庁・民間

### 国務大臣
2023年（令和5年）9月13日任命。
| 職名 | 氏名       | 画像 | 出身等                               | 特命事項等 | 備考                    |
| --- | ---------- | ---- | ------------------------------------ | --- | ----------------------- |
| 内閣総理大臣                                                                                              | 岸田文雄   |      | 衆議院 自由民主党 （岸田派→無派閥）  | | 自由民主党総裁 留任     |
| 総務大臣                                                                                                  | 鈴木淳司   |      | 衆議院 自由民主党 （安倍派）         | | 初入閣 2023年12月14日免 |
| 総務大臣                                                                                                  | 松本剛明   |      | 衆議院 自由民主党 （麻生派）         | | 再入閣 2023年12月14日任 |
| 法務大臣                                                                                                  | 小泉龍司   |      | 衆議院 自由民主党 （二階派→ 無派閥） | | 初入閣                  |
| 外務大臣                                                                                                  | 上川陽子   |      | 衆議院 自由民主党 （岸田派→無派閥）  | | 再入閣                  |
| 財務大臣 内閣府特命担当大臣 （金融）                                                                      | 鈴木俊一   |      | 衆議院 自由民主党 （麻生派）         | デフレ脱却担当 内閣総理大臣臨時代理 就任順位第3順位                                                                                 | 留任                    |
| 文部科学大臣                                                                                              | 盛山正仁   |      | 衆議院 自由民主党 （岸田派→無派閥）  | 国立国会図書館 連絡調整委員会委員                                                                                                   | 初入閣                  |
| 厚生労働大臣                                                                                              | 武見敬三   |      | 参議院 自由民主党 （麻生派）         | | 初入閣                  |
| 農林水産大臣                                                                                              | 宮下一郎   |      | 衆議院 自由民主党 （安倍派）         | | 初入閣 2023年12月14日免 |
| 農林水産大臣                                                                                              | 坂本哲志   |      | 衆議院 自由民主党 （森山派→無派閥）  | | 再入閣 2023年12月14日任 |
| 経済産業大臣 内閣府特命担当大臣 （原子力損害賠償・ 廃炉等支援機構）                                       | 西村康稔   |      | 衆議院 自由民主党 （安倍派）         | 原子力経済被害担当 GX実行推進担当 産業競争力担当 ロシア経済分野協力担当                                                             | 留任 2023年12月14日免   |
| 経済産業大臣 内閣府特命担当大臣 （原子力損害賠償・ 廃炉等支援機構）                                       | 齋藤健     |      | 衆議院 自由民主党 （無派閥）         | 原子力経済被害担当 GX実行推進担当 産業競争力担当 ロシア経済分野協力担当                                                             | 再入閣 2023年12月14日任 |
| 国土交通大臣                                                                                              | 斉藤鉄夫   |      | 衆議院 公明党                        | 水循環政策担当 国際園芸博覧会担当                                                                                                   | 公明党副代表 留任       |
| 環境大臣 内閣府特命担当大臣 （原子力防災）                                                                | 伊藤信太郎 |      | 衆議院 自由民主党 （麻生派）         | | 初入閣                  |
| 防衛大臣                                                                                                  | 木原稔     |      | 衆議院 自由民主党 （茂木派）         | | 初入閣                  |
| 内閣官房長官                                                                                              | 松野博一   |      | 衆議院 自由民主党 （安倍派）         | 沖縄基地負担軽減担当 拉致問題担当                                                                                                   | 留任 2023年12月14日免   |
| 内閣官房長官                                                                                              | 林芳正     |      | 衆議院 自由民主党 （岸田派→無派閥）  | 沖縄基地負担軽減担当 拉致問題担当 内閣総理大臣臨時代理 就任順位第1順位                                                              | 再入閣 2023年12月14日任 |
| デジタル大臣 内閣府特命担当大臣 （規制改革）                                                              | 河野太郎   |      | 衆議院 自由民主党 （麻生派）         | デジタル行財政改革担当 デジタル田園都市国家構想担当 行政改革担当 国家公務員制度担当 内閣総理大臣臨時代理 就任順位第4順位            | 留任                    |
| 復興大臣                                                                                                  | 土屋品子   |      | 衆議院 自由民主党 （無派閥）         | 福島原発事故再生総括担当 | 初入閣                  |
| 国家公安委員会委員長 内閣府特命担当大臣 （防災） （海洋政策）                                             | 松村祥史   |      | 参議院 自由民主党 （茂木派）         | 国土強靭化担当 領土問題担当 | 初入閣                  |
| 内閣府特命担当大臣 （こども政策） （少子化対策） （若者活躍） （男女共同参画） （孤独・孤立対策）         | 加藤鮎子   |      | 衆議院 自由民主党 （谷垣G→無派閥）   | 女性活躍担当 共生社会担当 孤独・孤立対策担当（2024年4月1日まで）                                                                    | 初入閣                  |
| 内閣府特命担当大臣 （経済財政政策）                                                                       | 新藤義孝   |      | 衆議院 自由民主党 （茂木派）         | 経済再生担当 新しい資本主義担当 スタートアップ担当 感染症危機管理担当 全世代型社会保障改革担当 内閣総理大臣臨時代理 就任順位第5順位 | 再入閣                  |
| 内閣府特命担当大臣 （クールジャパン戦略） （知的財産戦略） （科学技術政策） （宇宙政策） （経済安全保障） | 高市早苗   |      | 衆議院 自由民主党 （無派閥）         | 経済安全保障担当 内閣総理大臣臨時代理 就任順位第2順位                                                                               | 留任                    |
| 内閣府特命担当大臣 （沖縄及び北方対策） （消費者及び食品安全） （地方創生） （アイヌ施策）                | 自見英子   |      | 参議院 自由民主党 （二階派）         | 国際博覧会担当 | 初入閣                  |

### 内閣官房副長官・内閣法制局長官
2023年（令和5年）9月13日任命。
| 職名           | 氏名     | 画像 | 出身等                              | 備考                   |
| -------------- | -------- | ---- | ----------------------------------- | ---------------------- |
| 内閣官房副長官 | 村井英樹 |      | 衆議院／自由民主党（岸田派→無派閥） |                        |
| 内閣官房副長官 | 森屋宏   |      | 参議院／自由民主党（岸田派→無派閥） |                        |
| 内閣官房副長官 | 栗生俊一 |      | 事務担当／警察庁                    | 留任                   |
| 内閣法制局長官 | 近藤正春 |      | 前内閣法制次長／経済産業省          | 留任 2024年8月27日退任 |
| 内閣法制局長官 | 岩尾信行 |      | 前内閣法制次長／検察庁              | 2024年8月27日任命      |

### 内閣総理大臣補佐官
2023年（令和5年）9月15日任命。
| 職名 | 氏名     | 画像 | 所属等                              | 備考                  |
| --- | -------- | ---- | ----------------------------------- | --------------------- |
| 内閣総理大臣補佐官 （国家安全保障に関する重要政策 及び核軍縮・不拡散問題担当）                                | 石原宏高 |      | 衆議院／自由民主党（岸田派→無派閥） | 2023年9月13日任命     |
| 内閣総理大臣補佐官 （農山漁村地域活性化担当）                                                                 | 小里泰弘 |      | 衆議院／自由民主党（谷垣G→無派閥）  | 2023年9月13日任命     |
| 内閣総理大臣補佐官 （女性活躍及び高齢者・消費者対策担当）                                                     | 上野通子 |      | 参議院／自由民主党（安倍派）        | 2023年12月14日免      |
| 内閣総理大臣補佐官 （国土強靱化及び復興等の社会資本整備 並びに科学技術イノベーション政策 その他特命事項担当） | 森昌文   |      | 民間                                | 留任 2022年1月1日任命 |
| 内閣総理大臣補佐官 （賃金・雇用担当）                                                                         | 矢田稚子 |      | 民間（元参議院議員／国民民主党）    |                       |

### 副大臣
2023年（令和5年）9月15日任命。
| 職名           | 氏名       | 出身等                              | 備考                                 |
| -------------- | ---------- | ----------------------------------- | ------------------------------------ |
| デジタル副大臣 | 石川昭政   | 衆議院／自由民主党（無派閥）        | 内閣府副大臣兼任                     |
| 復興副大臣     | 高木宏壽   | 衆議院／自由民主党（二階派）        |                                      |
| 復興副大臣     | 平木大作   | 参議院／公明党                      |                                      |
| 復興副大臣     | 堂故茂     | 参議院／自由民主党（茂木派）        | 国土交通、内閣府副大臣兼任           |
| 内閣府副大臣   | 石川昭政   | 衆議院／自由民主党（無派閥）        | デジタル副大臣兼任                   |
| 内閣府副大臣   | 井林辰憲   | 衆議院／自由民主党（麻生派・谷垣G） |                                      |
| 内閣府副大臣   | 工藤彰三   | 衆議院／自由民主党（麻生派）        |                                      |
| 内閣府副大臣   | 堀井学     | 衆議院／自由民主党（安倍派）        | 2023年12月14日免                     |
| 内閣府副大臣   | 古賀篤     | 衆議院／自由民主党（岸田派→無派閥） | 2023年12月14日任                     |
| 内閣府副大臣   | 岩田和親   | 衆議院／自由民主党（岸田派→無派閥） | 経済産業副大臣兼任                   |
| 内閣府副大臣   | 酒井庸行   | 参議院／自由民主党（安倍派）        | 経済産業副大臣兼任／2023年12月14日免 |
| 内閣府副大臣   | 上月良祐   | 参議院／自由民主党（茂木派）        | 経済産業副大臣兼任／2023年12月14日任 |
| 内閣府副大臣   | 堂故茂     | 参議院／自由民主党（茂木派）        | 国土交通、復興副大臣兼任             |
| 内閣府副大臣   | 滝沢求     | 参議院／自由民主党（麻生派）        | 環境副大臣兼任                       |
| 内閣府副大臣   | 宮澤博行   | 衆議院／自由民主党（安倍派）        | 防衛副大臣兼任／2023年12月14日免     |
| 内閣府副大臣   | 鬼木誠     | 衆議院／自由民主党（森山派→無派閥） | 防衛副大臣兼任／2023年12月14日任     |
| 総務副大臣     | 渡辺孝一   | 衆議院／自由民主党（岸田派→無派閥） |                                      |
| 総務副大臣     | 馬場成志   | 参議院／自由民主党（岸田派→無派閥） |                                      |
| 法務副大臣     | 柿沢未途   | 衆議院／自由民主党（谷垣G）         | 2023年10月31日免                     |
| 法務副大臣     | 門山宏哲   | 衆議院／自由民主党（石破G）         | 2023年10月31日任                     |
| 外務副大臣     | 辻清人     | 衆議院／自由民主党（岸田派→無派閥） |                                      |
| 外務副大臣     | 堀井巌     | 参議院／自由民主党（安倍派）        | 2023年12月14日免                     |
| 外務副大臣     | 柘植芳文   | 参議院／自由民主党（無派閥）        | 2023年12月14日任                     |
| 財務副大臣     | 神田憲次   | 衆議院／自由民主党（安倍派）        | 2023年11月13日免                     |
| 財務副大臣     | 赤沢亮正   | 衆議院／自由民主党（石破G）         | 2023年11月13日任                     |
| 財務副大臣     | 矢倉克夫   | 参議院／公明党                      |                                      |
| 文部科学副大臣 | 青山周平   | 衆議院／自由民主党（安倍派）        | 2023年12月14日免                     |
| 文部科学副大臣 | 阿部俊子   | 衆議院／自由民主党（無派閥）        | 2023年12月14日任                     |
| 文部科学副大臣 | 今枝宗一郎 | 衆議院／自由民主党（麻生派）        |                                      |
| 厚生労働副大臣 | 濱地雅一   | 衆議院／公明党                      |                                      |
| 厚生労働副大臣 | 宮崎政久   | 衆議院／自由民主党（茂木派）        |                                      |
| 農林水産副大臣 | 鈴木憲和   | 衆議院／自由民主党（茂木派）        |                                      |
| 農林水産副大臣 | 武村展英   | 衆議院／自由民主党（無派閥）        |                                      |
| 経済産業副大臣 | 岩田和親   | 衆議院／自由民主党（岸田派→無派閥） | 内閣府副大臣兼任                     |
| 経済産業副大臣 | 酒井庸行   | 参議院／自由民主党（安倍派）        | 内閣府副大臣兼任／2023年12月14日免   |
| 経済産業副大臣 | 上月良祐   | 参議院／自由民主党（茂木派）        | 内閣府副大臣兼任／2023年12月14日任   |
| 国土交通副大臣 | 國場幸之助 | 衆議院／自由民主党（岸田派→無派閥） |                                      |
| 国土交通副大臣 | 堂故茂     | 参議院／自由民主党（茂木派）        | 復興、内閣府副大臣兼任               |
| 環境副大臣     | 八木哲也   | 衆議院／自由民主党（石破G）         |                                      |
| 環境副大臣     | 滝沢求     | 参議院／自由民主党（麻生派）        | 内閣府副大臣兼任                     |
| 防衛副大臣     | 宮澤博行   | 衆議院／自由民主党（安倍派）        | 内閣府副大臣兼任／2023年12月14日免   |
| 防衛副大臣     | 鬼木誠     | 衆議院／自由民主党（森山派→無派閥） | 内閣府副大臣兼任／2023年12月14日任   |

### 大臣政務官
2023年（令和5年）9月15日任命。
| 職名               | 氏名       | 出身等                              | 備考                                            |
| ------------------ | ---------- | ----------------------------------- | ----------------------------------------------- |
| デジタル大臣政務官 | 土田慎     | 衆議院／自由民主党（麻生派）        | 内閣府大臣政務官兼任                            |
| 復興大臣政務官     | 平沼正二郎 | 衆議院／自由民主党（二階派）        | 内閣府大臣政務官兼任                            |
| 復興大臣政務官     | 山田太郎   | 参議院／自由民主党（無派閥）        | 文部科学大臣政務官兼任／2023年10月26日免        |
| 復興大臣政務官     | 本田顕子   | 参議院／自由民主党（無派閥）        | 文部科学大臣政務官兼任／2023年10月26日任        |
| 復興大臣政務官     | 石井拓     | 衆議院／自由民主党（安倍派→無派閥） | 経済産業、内閣府大臣政務官兼任                  |
| 復興大臣政務官     | 加藤竜祥   | 衆議院／自由民主党（安倍派）        | 国土交通、内閣府大臣政務官兼任／2024年1月31日免 |
| 復興大臣政務官     | 尾﨑正直   | 衆議院／自由民主党（二階派）        | 国土交通、内閣府大臣政務官兼任／2024年1月31日任 |
| 内閣府大臣政務官   | 土田慎     | 衆議院／自由民主党（麻生派）        | デジタル大臣政務官兼任                          |
| 内閣府大臣政務官   | 神田潤一   | 衆議院／自由民主党（岸田派）        |                                                 |
| 内閣府大臣政務官   | 古賀友一郎 | 参議院／自由民主党（岸田派）        |                                                 |
| 内閣府大臣政務官   | 平沼正二郎 | 衆議院／自由民主党（二階派）        | 復興大臣政務官兼任                              |
| 内閣府大臣政務官   | 吉田宣弘   | 衆議院／公明党                      | 経済産業大臣政務官兼任                          |
| 内閣府大臣政務官   | 石井拓     | 衆議院／自由民主党（安倍派→無派閥） | 経済産業、復興大臣政務官兼任                    |
| 内閣府大臣政務官   | 加藤竜祥   | 衆議院／自由民主党（安倍派）        | 国土交通、復興大臣政務官兼任／2024年1月31日免   |
| 内閣府大臣政務官   | 尾﨑正直   | 衆議院／自由民主党（二階派）        | 国土交通、復興大臣政務官兼任／2024年1月31日任   |
| 内閣府大臣政務官   | 国定勇人   | 衆議院／自由民主党（二階派）        | 環境大臣政務官兼任                              |
| 内閣府大臣政務官   | 三宅伸吾   | 参議院／自由民主党（無派閥）        | 防衛大臣政務官兼任                              |
| 総務大臣政務官     | 小森卓郎   | 衆議院／自由民主党（安倍派）        | 2024年1月31日免                                 |
| 総務大臣政務官     | 西田昭二   | 衆議院／自由民主党（無派閥）        | 2024年1月31日任                                 |
| 総務大臣政務官     | 長谷川淳二 | 衆議院／自由民主党（無派閥）        |                                                 |
| 総務大臣政務官     | 船橋利実   | 参議院／自由民主党（麻生派）        |                                                 |
| 法務大臣政務官     | 中野英幸   | 衆議院／自由民主党（二階派→無派閥） |                                                 |
| 外務大臣政務官     | 高村正大   | 衆議院／自由民主党（麻生派）        |                                                 |
| 外務大臣政務官     | 深澤陽一   | 衆議院／自由民主党（岸田派→無派閥） |                                                 |
| 外務大臣政務官     | 穂坂泰     | 衆議院／自由民主党（無派閥）        |                                                 |
| 財務大臣政務官     | 瀬戸隆一   | 衆議院／自由民主党（麻生派）        |                                                 |
| 財務大臣政務官     | 佐藤啓     | 参議院／自由民主党（安倍派）        | 2023年12月14日免                                |
| 財務大臣政務官     | 進藤金日子 | 参議院／自由民主党（二階派）        | 2023年12月14日任                                |
| 文部科学大臣政務官 | 安江伸夫   | 参議院／公明党                      |                                                 |
| 文部科学大臣政務官 | 山田太郎   | 参議院／自由民主党（無派閥）        | 復興大臣政務官兼任／2023年10月26日免            |
| 文部科学大臣政務官 | 本田顕子   | 参議院／自由民主党（無派閥）        | 復興大臣政務官兼任／2023年10月26日任            |
| 厚生労働大臣政務官 | 塩崎彰久   | 衆議院／自由民主党（安倍派）        |                                                 |
| 厚生労働大臣政務官 | 三浦靖     | 参議院／自由民主党（茂木派）        |                                                 |
| 農林水産大臣政務官 | 高橋光男   | 参議院／公明党                      |                                                 |
| 農林水産大臣政務官 | 舞立昇治   | 参議院／自由民主党（石破G）         |                                                 |
| 経済産業大臣政務官 | 吉田宣弘   | 衆議院／公明党                      | 内閣府大臣政務官兼任                            |
| 経済産業大臣政務官 | 石井拓     | 衆議院／自由民主党（安倍派→無派閥） | 復興、内閣府大臣政務官兼任                      |
| 国土交通大臣政務官 | 石橋林太郎 | 衆議院／自由民主党（岸田派→無派閥） |                                                 |
| 国土交通大臣政務官 | 小鑓隆史   | 参議院／自由民主党（岸田派→無派閥） |                                                 |
| 国土交通大臣政務官 | 加藤竜祥   | 衆議院／自由民主党（安倍派）        | 復興、内閣府大臣政務官兼任／2024年1月31日免     |
| 国土交通大臣政務官 | 尾﨑正直   | 衆議院／自由民主党（二階派）        | 復興、内閣府大臣政務官兼任／2024年1月31日任     |
| 環境大臣政務官     | 朝日健太郎 | 参議院／自由民主党（無派閥）        |                                                 |
| 環境大臣政務官     | 国定勇人   | 衆議院／自由民主党（二階派）        | 内閣府大臣政務官兼任                            |
| 防衛大臣政務官     | 松本尚     | 衆議院／自由民主党（安倍派→無派閥） |                                                 |
| 防衛大臣政務官     | 三宅伸吾   | 参議院／自由民主党（無派閥）        | 内閣府大臣政務官兼任                            |

## 勢力早見表
| 名称   | 勢力 | 国務大臣     | 副大臣       | 政務官          | 補佐官 | その他                                                                             |
| ------ | ---- | ------------ | ------------ | --------------- | ------ | ---------------------------------------------------------------------------------- |
| 安倍派 | 99   | 4→0          | 6→5→0        | 6→5→3→0         | 1→0    |                                                                                    |
| 麻生派 | 55   | 4→5          | 4            | 4               | 0      | 副総裁                                                                             |
| 茂木派 | 55   | 3            | 3→4          | 1               | 0      | 幹事長、参議院議員会長、衆議院議長、参議院議長                                     |
| 無派閥 | 54   | 2→3→4→8→9→10 | 2→4→10→11→14 | 6→7→11→12→15→16 | 0→1→2  | 自由民主党総裁、総務会長、政務調査会長、選挙対策委員長、幹事長代行、国会対策委員長 |
| 岸田派 | 46   | 3→4→0        | 5→6→0        | 4→0             | 1→0    |                                                                                    |
| 二階派 | 42   | 2→1          | 1            | 3→4→3→4         | 0      |                                                                                    |
| 谷垣G  | 9    | 1→0          | 1→0          | 0               | 1→0    |                                                                                    |
| 石破G  | 8    | 0            | 1→2→3→0      | 1→0             | 0      |                                                                                    |
| 森山派 | 8    | 0→1→0        | 0→1→0        | 0               | 0      |                                                                                    |
| 公明党 | 59   | 1            | 3            | 3               | 0      |                                                                                    |
| 民間   | /    | 0            | 0            | 0               | 2      |                                                                                    |
| 計     | /    | 20           | 26           | 28              | 5→4    | /                                                                                  |

※慣例により派閥離脱中である、衆議院議長の額賀福志郎（茂木派）と参議院議長の尾辻秀久（茂木派）、党幹部を派閥所属議員に含む。
※慣例により派閥離脱中であった、内閣総理大臣の岸田文雄（岸田派、2023年12月より）は2024年1月23日に岸田派が解散したため、無派閥に含む。
※二階派会員に無所属の三反園訓を含む。
※谷垣グループおよび石破グループは他派閥との掛け持ち所属議員を除く。
※勢力は内閣発足時点。
※党幹部の所属派閥については、2024年1月26日現在。

## 内閣の動き

### 内閣支持率の動き
改造内閣発足後に行われた世論調査では内閣支持率が読売新聞の調査では改造前の前回調査と同じ35%で、前々回調査から3か月連続で、岸田内閣発足以来最低の支持率となった。共同通信社の調査では39.8%で前回調査から6.2ポイント上昇した。毎日新聞の調査では改造前の前回調査から1ポイント減の25％となった。一方、朝日新聞の調査では前回8月調査の33%から37%とやや増えたものの、内閣改造人事について「評価しない」が57%と「評価する」25%を大きく上回った。。
2023年12月には、後述の政治資金パーティーをめぐる不祥事が影響し、支持率は5.3ポイント急落し、22.5%で、内閣の「危険水域」と言われる3割を2カ月連続で割り込んだ。また、「不支持」が初の70%を超えることになった。12月16日から17日に行われた複数の国内メディアの世論調査で2021年10月の政権発足後の最低を相次ぎ記録した。日本経済新聞の調査では、内閣支持率が11月の前回調査比で4ポイント減の26％。自民党政権での支持率が20％台に落ち込むのは2009年7月の麻生太郎内閣以来。不支持率は68％で、2012年の政権復帰後、最も高い。毎日新聞の調査では支持率が16％にまで落ち込んだ。20％台を下回るのは菅直人政権下に行われた2011年8月（15％）以来で、前月比で5ポイント減。不支持率は前月の調査比で5ポイント増の79％となり、同紙が世論調査で内閣支持率を初めて質問した1947年7月以来、最も高い結果となった。

### 政務三役の辞任
前内閣に続き、政務三役の不祥事による辞任が続いている。
2023年10月26日、山田太郎文部科学大臣政務官兼復興大臣政務官が、自身の不倫問題により政務官を引責辞任した。後任には本田顕子参議院議員が同日付で就任した。
同年10月31日、柿沢未途法務副大臣が、同年4月に行われた江東区長選挙で当選した木村弥生（同月26日に区長の辞意を表明）の公職選挙法違反（YouTubeでの有料広告配信）に関与し、木村に広告出稿を勧めたことが朝日新聞の記事により明らかになり、副大臣を引責辞任した。後任には前内閣で法務副大臣を務めた門山宏哲衆議院議員が同日付で認証され、就任した。
同年11月13日、神田憲次財務副大臣が、過去に自身が代表取締役を務める会社が保有する土地や建物について、過去4度にわたり固定資産税を滞納し差押を受けていたことが国会審議の答弁で明らかになり、副大臣を引責辞任した。事実上の更迭とされる。
後任には赤沢亮正衆議院議員が同日付で認証され、就任した。
同年12月14日、後述の派閥の政治資金規正法違反疑惑により、松野博一内閣官房長官、西村康稔経済産業大臣、鈴木淳司総務大臣、宮下一郎農林水産大臣がそれぞれ大臣を引責辞任した。事実上の更迭とされる。後任にはそれぞれ林芳正、齋藤健、松本剛明、坂本哲志の各衆議院議員が同日付で認証され、就任した。同時に、副大臣が5人、大臣政務官が1名交代した。
2024年1月31日、同じく派閥の政治資金規正法違反疑惑により、小森卓郎総務大臣政務官と加藤竜祥国土交通大臣政務官兼内閣府大臣政務官兼復興大臣政務官がそれぞれ政務官を引責辞任した。事実上の更迭とされる。後任には西田昭二、尾﨑正直の各衆議院議員が同日付で就任した。
- 2023年10月26日、本田顕子へ文部科学大臣政務官の辞令交付に際して
- 2023年10月31日、門山宏哲へ法務副大臣の辞令交付に際して
- 2023年11月13日、赤沢亮正へ財務副大臣の辞令交付に際して
- 2023年12月14日、4人の大臣[注釈 8]への辞令交付に際して
- 2023年12月14日、5人の副大臣[注釈 9]への辞令交付に際して
- 2023年12月14日、進藤金日子（中央）へ財務大臣政務官の辞令交付に際して
- 2024年1月31日、2人の大臣政務官[注釈 10]への辞令交付に際して

### 自民党派閥の政治資金規正法違反疑惑
2023年12月に入り、自民党一部派閥が政治資金パーティーの収入の一部を裏金として、各議員に資金還流していたとされる政治資金規正法違反疑惑が各メディアの報道で表面化した。
特に清和政策研究会（安倍派）は、2018～22年に毎年1回パーティーを開き計約6.6億円の収入を政治資金収支報告書で報告しているが、このうち派閥所属の議員にパーティー券販売のノルマを課し、そのノルマを超過して集めた一部の収入を裏金として還流していたとされており、還流された資金の総額は去年までの5年間で数億円に上り、複数の議員がそれぞれ1,000万円を超える資金の還流を受けていたとみられている。閣内では安倍派所属の松野博一内閣官房長官が2019年9月から2021年10月の約2年間、派閥の実務を取り仕切る事務総長を務めており、渦中の人物と目されているが、会見での応答や国会審議などでの答弁では「政府の立場としてお答えは差し控える」との回答を繰り返していた。安倍派では他に事務総長などの派閥実務経験者の西村康稔経済産業大臣、萩生田光一政調会長、高木毅国会対策委員長、世耕弘成参議院幹事長、塩谷立元文部科学大臣（安倍派座長）など主要閣僚・党幹部にも裏金疑惑が浮上している。安倍派以外にも志帥会（二階派）、平成研究会（茂木派）、志公会（麻生派）、宏池政策研究会（岸田派）の主要派閥にも同様の疑惑が浮上しており、安倍派以外の閣僚のうち、小泉龍司法務大臣（二階派）が政治資金パーティーのノルマ超過分について、派閥から資金還流を受けていたことを認め、そのうえで政治資金収支報告書には記載している事を同月12日の参議院法務委員会の答弁で明らかにしている。岸田首相は「党として信頼回復に向けての取り組みを明らかにするまでは開催を自粛すること、年末年始の派閥の行事についても自粛すること」とし、岸田首相自身も派閥会長の退任を表明する事態となった。また、渦中の人物とされる松野官房長官、西村経産相の退任も含めた内閣改造も浮上するなど、岸田政権にとって深刻な影響を与える事となった。その後、臨時国会終了後の同月14日にも事実上の内閣改造と党人事の刷新を行い、安倍派所属の閣僚4人、副大臣5人、大臣政務官6人の政務三役15人および党役員について、全員交代させる意向を固めていたが、後任人事調整の難航や安倍派から「（政務官の）当選1回の5人は裏金を受け取っておらず、辞めさせるのは理屈が成り立たない」との反発論が噴出した事などを考慮し、閣僚・副大臣・党役員の交代は進める一方で、大臣政務官に関しては疑惑への関与の度合いを自ら精査し、進退を「自主判断」させる方向に切り替えている。
一方、立憲民主党は同月11日、松野官房長官に対する不信任決議案を衆議院に提出したが、同12日の衆議院本会議の採決で自民・公明などの反対多数で否決された。さらに会期末となる同月13日には立憲民主党が岸田内閣に対する不信任決議案を衆議院に提出したが、同日の衆議院本会議の採決で自民・公明などの反対多数で否決された。同日をもって臨時国会が閉会した事で、東京地検特捜部による関係者の聴取が本格化する事となる。
同月14日午前、松野官房長官、西村経済産業大臣、鈴木淳司総務大臣、宮下一郎農林水産大臣、堀井学内閣府副大臣、堀井巌外務副大臣、青山周平文部科学副大臣、酒井庸行経済産業副大臣、宮澤博行防衛副大臣、佐藤啓財務大臣政務官、上野通子内閣総理大臣補佐官、和田義明防衛大臣補佐官の安倍派所属の各政務三役・補佐官が辞表を提出した。また、党幹部では萩生田政調会長、高木国会対策委員長、世耕参議院幹事長が辞表を提出した。後任となった4人の大臣（林芳正内閣官房長官、齋藤健経済産業大臣、松本剛明総務大臣、坂本哲志農林水産大臣）と5人の副大臣（古賀篤内閣府副大臣、柘植芳文外務副大臣、阿部俊子文部科学副大臣、上月良祐経済産業副大臣、鬼木誠防衛副大臣）は同日に認証され、進藤金日子財務大臣政務官とともにそれぞれの職に就任した。
同月19日、東京地検特捜部により、政治資金規正法の疑いで清和政策研究会（安倍派）および志帥会（二階派）の事務所に強制捜査を受けたことに伴い、二階派に所属する政務三役のうち、小泉龍司法務大臣と中野英幸法務大臣政務官が翌20日付で二階派を退会し無派閥となった。自見英子国務大臣も二階派に退会届を提出したが、二階派は退会を認めなかった。岸田首相は二階派所属の閣僚に関しては続投方針を示している。
同月31日、当時安倍派所属で、一連の辞職の際にも政務官に留まっていた小森卓郎総務大臣政務官、加藤竜祥国土交通大臣政務官兼内閣府大臣政務官兼復興大臣政務官について、党支部の政治資金収支報告書に収入の不記載が判明したため、辞表を提出した。事実上の更迭とされ、後任となった西田昭二総務大臣政務官、尾﨑正直国土交通大臣政務官兼内閣府大臣政務官兼復興大臣政務官は同日付でそれぞれの職に就任した。

### 令和6年能登半島地震への対応

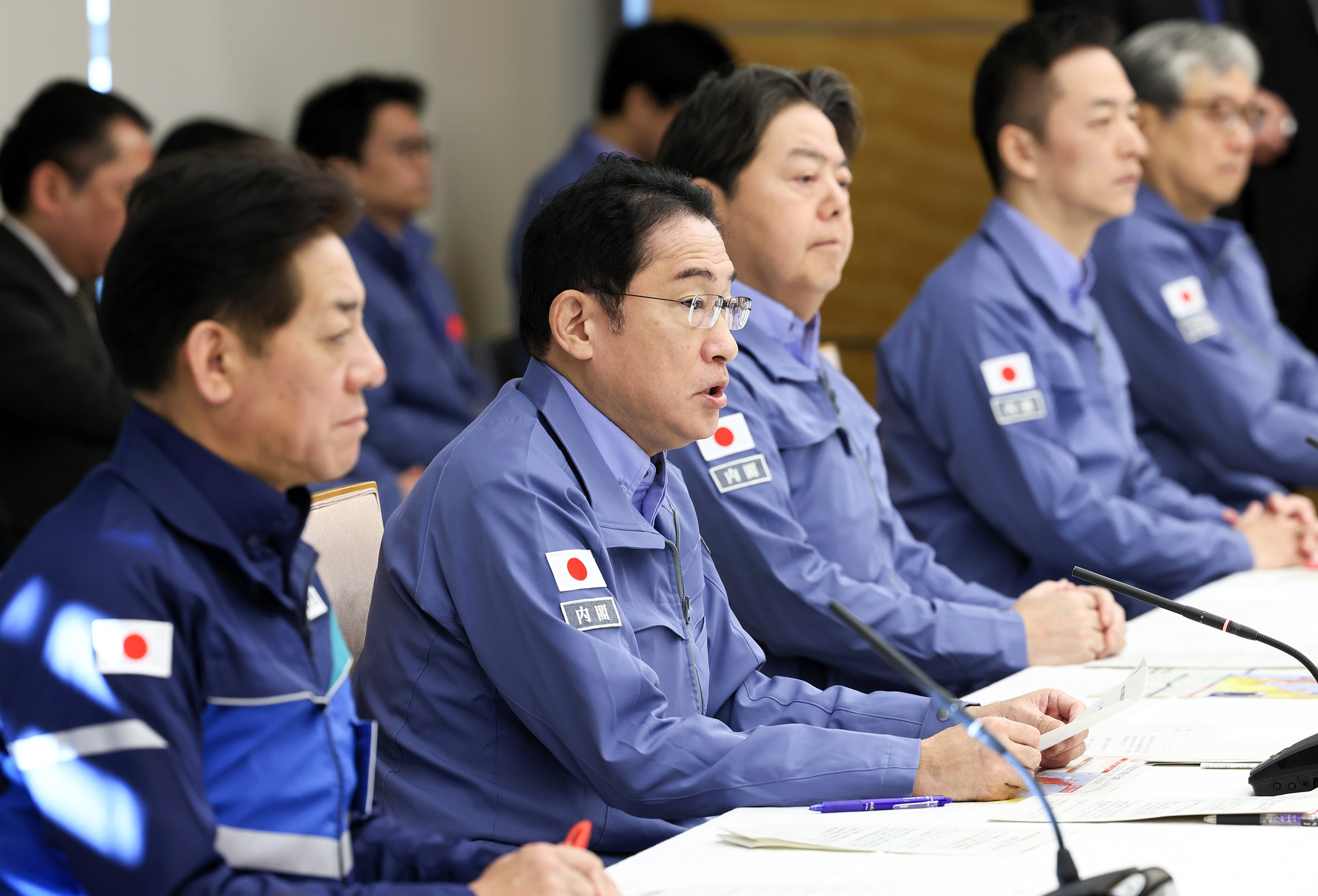
1月2日、首相官邸での非常災害対策本部会議にて

2024年1月1日16時10分、令和6年能登半島地震が発災する。
同日16時11分、総理官邸危機管理センターに官邸対策室を設置した。
同日17時30分、内閣府特命担当大臣（防災担当）の松村祥史を本部長とする特定災害対策本部を設置。地震による被害状況を把握するため、石川県庁に内閣府副大臣の古賀篤らを派遣した。
同日深夜、特定災害対策本部を岸田首相を本部長とする非常災害対策本部に改組した。
1月2日、特定災害対策本部を廃し、岸田首相を本部長とする新設の非常災害対策本部へ所管事務を承継した。